# Thiago Brava
Thiago Brava, nome artístico de Thiago de Morais Ramos (Goiânia, 14 de junho de 1986), é um cantor e compositor de sertanejo universitário.

## Biografia e carreira
Nascido em Goiânia, filho de Jura de Morais Ramos e Rafael Ramos, Thiago começou a estudar música aos os 12 anos de idade, influenciado por um tio que lhe deu um cavaquinho de presente. Inicialmente seus pais não aprovavam a carreira musical e, por isso, Thiago se formou em Publicidade e Propaganda, fez pós-graduação e chegou a ser coordenador de marketing de um grande shopping de Goiânia. Sempre muito bem-humorado e dono de uma personalidade ímpar, Thiago sempre tocava e cantava nas festas de amigos no intuito de entretê-los. A partir daí, um vídeo seu tocando viralizou no YouTube, dando início à carreira de cantor. Influenciado pelo samba e pelo pagode, teve várias bandas durante a sua carreira, que era paralelamente dividida com a profissão de publicitário. Sempre muito criativo, migrou para o sertanejo e revolucionou com o "arrocha", ritmo que conquistou o público.

## Carreira profissional
Em novembro de 2011, Thiago Brava decidiu que ia abandonar a musica definitivamente por não acreditar mais que teria algum sucesso nesta carreira e partiu para se dedicar exclusivamente a profissão de publicitário, quando no carnaval do ano seguinte compôs o hit "As Mina Pira", e em um momento descontraído com amigos em uma piscina gravou um vídeo amador que virou hit na internet e tem mais de 10 milhões de acessos no Youtube, que mais adiante foi gravado pela dupla Cácio e Marcos e depois gravada também por ele mesmo, com participação especial de Zé Ricardo & Thiago, companheiros da época de barzinhos. De lá para cá renasceu a ideia de retomar novamente a carreira, seu talento para a música e de compositor começou a falar mais alto, e por um acaso do destino o escritório do cantor Cristiano Araújo se instalou exatamente ao lado de sua casa, e foi ai que teve oportunidade de reencontrar Raynner Souza que havia sido seu amigo nos tempos de escola e também foi empresário de Cristiano Araújo.
O cantor começou sua carreira oficialmente em 2012, mas a música que o consolidou no mundo sertanejo – "360, O Arrocha do Poder" – já era bem conhecida no Brasil e em Goiânia, sua cidade natal. De ritmo envolvente, a letra foi escrita pelo próprio artista, que é formado em publicidade. “É uma história que tem começo meio e fim. Uso a malandragem e o senso criativo do meu lado publicitário para fazer as canções, que têm mensagens simples que chamam a atenção”, afirma. Em entrevista ao G1, Thiago conta que compôs a música depois de sair de uma festa, na capital goiana. “Um dia eu estava em uma balada e vi umas meninas fazendo uma dança. Perguntei o que era e elas me explicaram que era a dancinha do arrocha. Uma delas me explicou que tinha que rebolar em 90 e 360º. Aí eu falei que estava errado e que, na verdade, era 180º. No caminho de volta para casa, a música já estava pronta na minha cabeça”.
Em 2013, lança o DVD "Ao Vivo em Goiânia" com a participação dos funkeiros Mr.Catra e MC Koringa, da dupla Zé Ricardo & Thiago, e dos cantores Lucas Lucco e Cristiano Araújo.
Em 2014, lança sua nova música "Namora Bobo".
Em 2015, lança seu mais novo DVD "Tudo Novo de Novo" com participações de Zé Neto & Cristiano, Adriel do grupo Pollo e de Guiguiba.
Em 2016, lança seu novo single "Se For Pra Não Causar Eu Nem Vou".
Em 2017, lança seu mais novo e recente single "Dona Maria" com a participação de Jorge da dupla Jorge & Mateus, onde ultrapassou 300 milhões de visualizações no Youtube, também ficando em segundo no ranking ConnectMix como música mais executada em todas as rádios do Brasil.
Em 2018, lança o álbum "Vibezinha do Thiago Brava", com os sucessos "Já Convenci" e "Coração de Guardanapo".
Em 2019, lança o single "Dá Preferência Pra Mim" com a participação de Gusttavo Lima.

## Discografia
Álbuns de estúdio
| Ano  | Título           | Vendas | Gravadora |
| ---- | ---------------- | ------ | --------- |
| 2015 | Sempre Diferente | 3.000  | Som Livre |

Álbuns ao vivo
| Ano  | Título                              | Vendas | Gravadora           |
| ---- | ----------------------------------- | ------ | ------------------- |
| 2012 | 360 O Arrocha Do Poder (Ao Vivo)    | 1.000  | Independente        |
| 2013 | Ao Vivo em Goiânia                  | 10.000 | Som Livre           |
| 2017 | Tudo Novo de Novo (Ao Vivo)         | 1.000  | Brava Music         |
| 2018 | Vibezinha do Thiago Brava (Ao Vivo) | 2.000  | Warner Music Brasil |

##### EPS
| Ano  | Título                  | Gravadora           |
| ---- | ----------------------- | ------------------- |
| 2017 | Um Violão & Uma Catuaba | MM Music            |
| 2018 | Vibezinha 1             | Warner Music Brasil |
| 2018 | Vibezinha 2             | Warner Music Brasil |